# Adeline Gräfin von Reventlow
Adeline Anne Friederike Gräfin von Reventlow (* 15. Februar 1839 in Schleswig, Herzogtum Schleswig; † 17. Juli 1924 in Preetz, Kreis Plön) war eine deutsche Tiermalerin der Düsseldorfer Schule.

## Leben
Adeline von Reventlow, Spross des Adelsgeschlechtes Reventlow, war die Tochter des königlich dänischen Kammerherrn und Amtmanns Heinrich von Reventlow. Nach dem Tod des Vaters (1842) vermählte sich ihre Mutter Julia, geborene Gräfin von Rantzau (1808–1894), am 31. August 1844 mit dem Diplomaten Otto von Rantzau.
Adeline von Reventlow lebte 1861/62 in Kiel und verbrachte die Jahre 1862 bis 1866 in Dresden, wo sie Kopien nach den Alten Meistern in der Dresdener Galerie anfertigte. Viele Jahre lebte sie auf Gut Rastorf und war dort als Tiermalerin tätig. Seit Anfang der 1870er Jahre und bis 1884 hielt sie sich mehrfach für einige Monate in Düsseldorf auf, wo sie sich durch Privatunterricht bei Christian Kröner zur Tiermalerin ausbildete. Ihre Tierbilder, häufig Darstellungen von Hunden, stellte sie vor allem in den 1880er Jahren in Berlin, Dresden, Düsseldorf, Hannover, Kiel und München aus. Sie blieb unverheiratet und war im Alter Konventualin des adeligen Damenstifts Kloster Preetz.

## Werke
- Erwartung (Tierstück) und Der Kunstkenner (Tierstück), ausgestellt in Düsseldorf, Allgemeine Deutsche Kunstausstellung 1880
- Unwillkommener Besuch, ausgestellt in Hannover, Kunstausstellung 1880
- Tierstück, ausgestellt in Düsseldorf, Kunstverein für die Rheinlande und Westfalen 1882[6]
- Löwenfamilie (Löwin mit drei Jungen), ausgestellt in München, Internationale Kunstausstellung 1883, Berlin, Akademische Kunstausstellung 1884, Dresden, Sächsischer Kunstverein, 1884
- Drei Bernhardinerhunde, ausgestellt in Dresden, Sächsischer Kunstverein, Januar 1886
- Gordon-Setter, ausgestellt in Düsseldorf, Kunstverein für die Rheinlande und Westfalen, 1888[7]
- Vor dem Forsthause (Vier Hunde), ausgestellt in Dresden, Sächsischer Kunstverein, Februar 1889
- Hundefuhrwerk, um 1890, Kiel, Kunsthalle
- Die Hundehütte, Öl/Lwd., 36,5 × 48 cm: Kiel, Kunsthalle